# عين العناية الإلهية

الوجه الخلفي لختم الولايات المتحدة العظيم (1776). تظهر العبارة اللاتينية "novus ordo seclorum" على الوجه الخلفي للختم منذ عام 1782 وعلى خلف الورقة النقدية من فئة "دولار واحد" منذ عام 1935، تترجم لعبارة "نظام العصور الجديدة" " وهو إشارة لبداية حقبة جديدة حيث أصبحت الولايات المتحدة أمة مستقلة؛ يزعم أصحاب نظريات المؤامرة بأن هذا إشارة تلميح للـ"النظام العالمي الجديد".

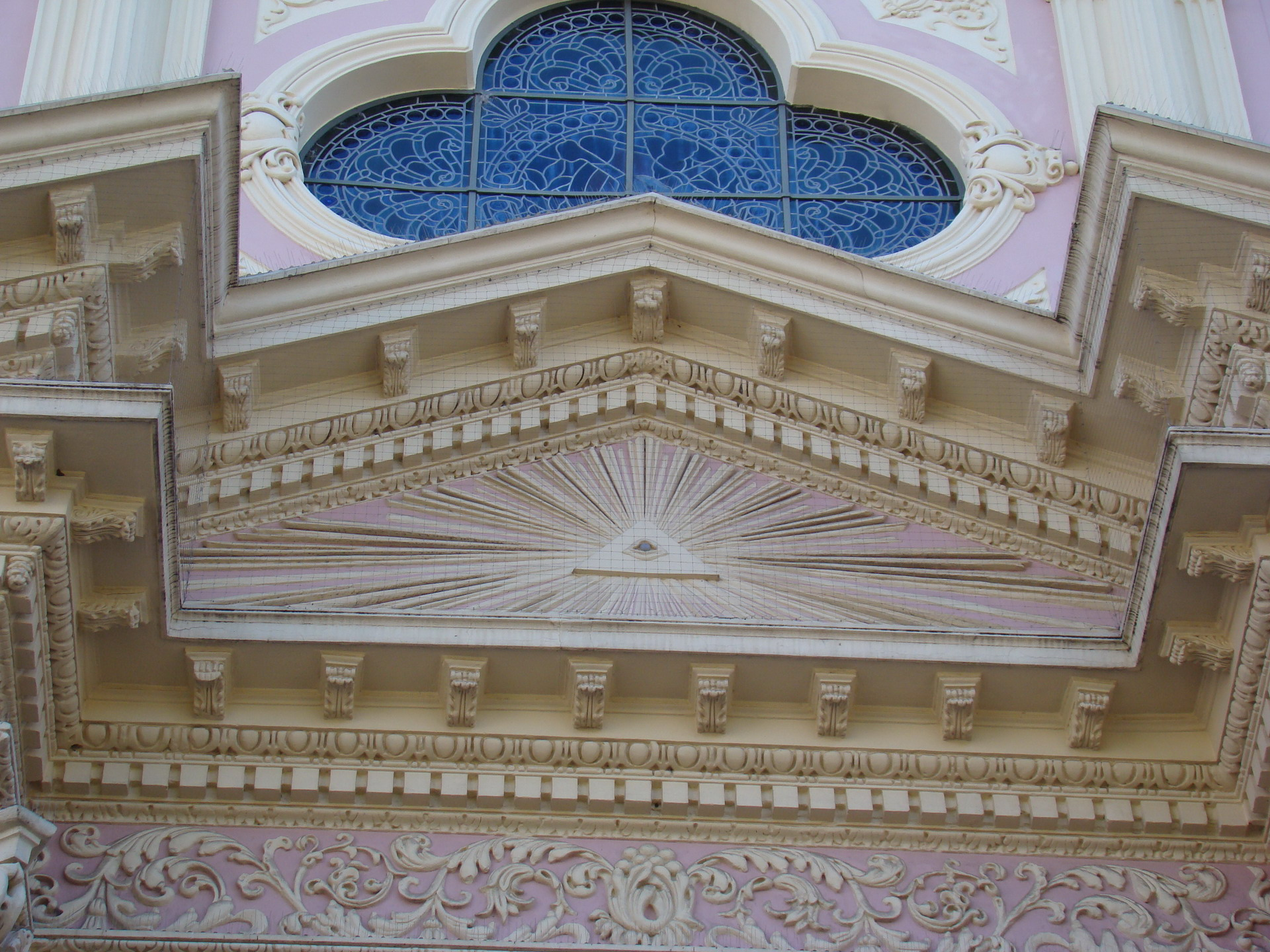
عين العناية الإلهية

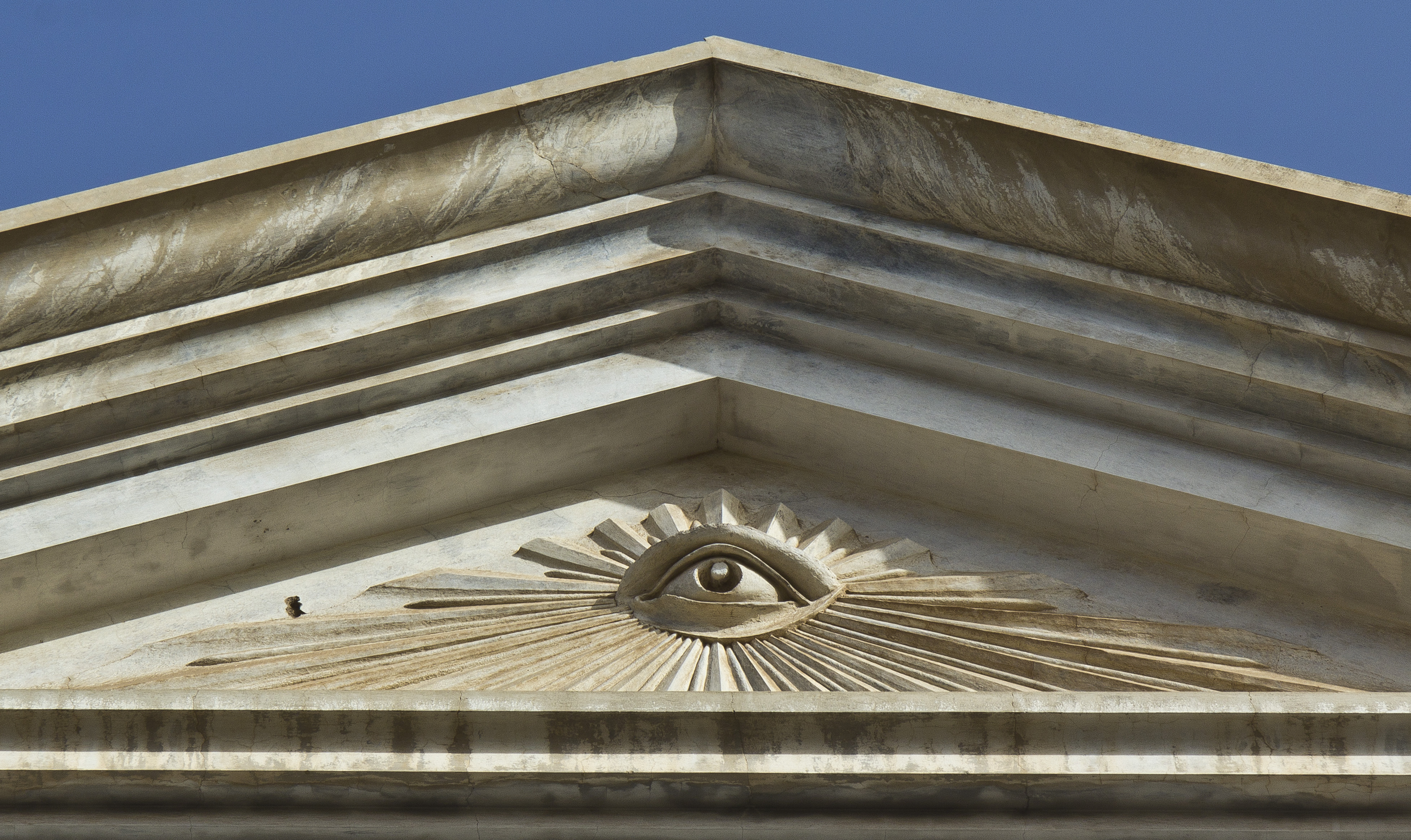
عين العناية الإلهية. معبد سانتا كروث دي تينيريفه الماسوني.

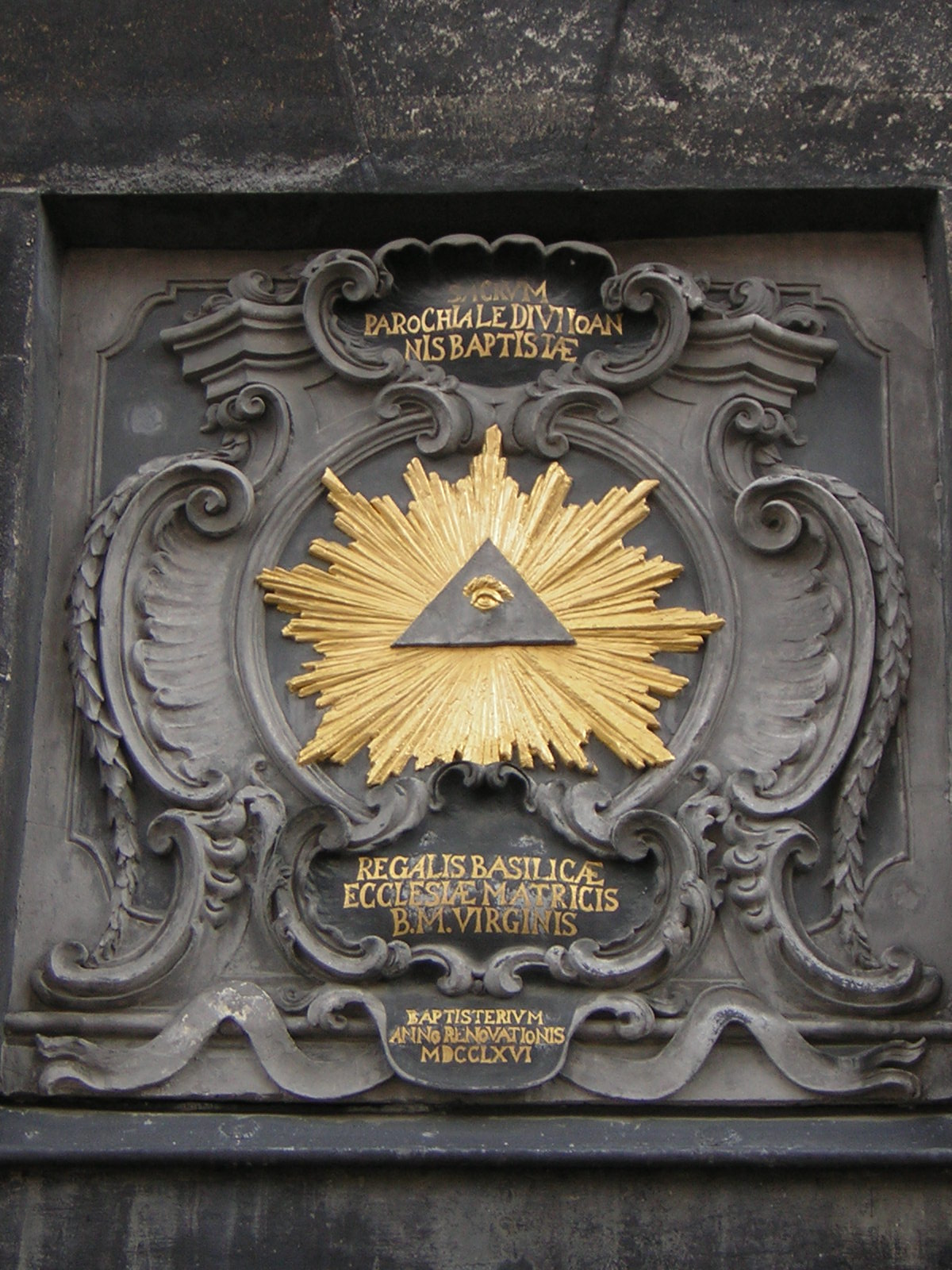
عين العناية الإلهية في كاتدرائية آخن.

عين العناية الإلهية أو العين البصيرة هي رمز يصور عينًا، غالبًا ما تكون محاطة بمثلث ومحاطة بشعاع من الضوء أو هالة، ويقصد بها تمثيل العناية الإلهية، إذ تراقب عين الله البشرية. ويظهر مثال مشهور لعين العناية الإلهية على ظهر الختم العظيم للولايات المتحدة، والذي توجد صورته على العملة الأمريكية من فئة الواحد دولار.

## استخدامها من قبل الحكومات والكونفدراليات

### الولايات المتحدة الأمريكية
في عام 1782، جرى تبني عين العناية الإلهية كجزء من الرمزية الموجودة على الجانب الخلفي من الختم العظيم للولايات المتحدة. وقد اقتُرح لأول مرة كعنصر من عناصر الختم العظيم من قبل لجان التصميم الثلاثة الأولى في عام 1776، ويُعتقد أنه اقتراح من قبل المستشار الفني، بيير يوجين دو سيميتري، وكان في ذلك الوقت رمزًا تقليديًا لوصاية الله الخيرة.
في اقتراحه الأصلي إلى اللجنة، وضع دو سيميتري العين فوق شعارات النبالة لترمز إلى كل ولاية من المستعمرات الثلاث عشرة الأصلية للاتحاد. وعلى نسخة الختم التي جرت الموافقة عليها في النهاية، وضعت العين فوق هرم غير مكتمل مكون من ثلاث عشرة درجة (لترمز إلى الولايات الأصلية، ولكنها تتضمن أيضًا إمكانات الأمة للنمو المستقبلي). وتُشرح هذه الرمزية من خلال الشعار الذي يظهر فوق العين، annuit cœptis، والذي يعني «يوافق على تعهداتنا» (أو «وافق»).
شقّت العين طريقها إلى الأختام والشعارات الأمريكية الأخرى، ربما بسبب استخدامها في تصميم الختم العظيم، مثل:
- ختم كولورادو.
- ختم مدينة كينوشا في ولاية ويسكونسن.
- مكتب التوعية الإعلامية في داربا (وكالة مشاريع البحوث المتطورة الدفاعية).

#### العملة الأمريكية
استخدمت عين العناية الإلهية في أشكال مختلفة من العملات عبر تاريخ الولايات المتحدة، بما في ذلك:
- عملة واحد دولار أمريكي، كجزء من الختم العظيم.
- عملة فيرمونت النحاسية.
- عملة نوفا كونستيلاتيو التي لم تطلق للتداول عام 1783.[8]
- نوفا كونستيلاتيو النحاسية في 1783 و1785.[9]
- بعض إصدارات أميون كولومبيا.[10]

### ليتوانيا
تظهر عين العناية الإلهية على العديد من الشارات الليتوانية، بما في ذلك:
- شعار النبالة في بلدة ألوفي
- شعار النبالة في بلدة بايسوغالا
- شعار النبالة في بلدة كالفاريا
- شعار النبالة وعلم بلونغه
- شعار النبالة وعلم شياولياي

### بلدان أخرى
تظهر عين العناية الإلهية على شعار النبالة لبراسلاو في بيلاروس، وبلدة ويلاموفيتسه في بولندا. وكانت العين أيضًا جزءًا من العلم وشعار النبالة الذي اعتمده اتحاد خط الاستواء، وهي ثورة انفصالية قصيرة الأمد عام 1824 في المقاطعات الشمالية الشرقية من البرازيل. وفي المملكة المتحدة، كان الرمز جزءًا من شارة فرقة الحرس، التي أسست في عام 1915.
في إستونيا، تُظهر العملة من فئة 50 كرون العين كجزء من تصوير الأرغن ذي الأنابيب في كنيسة كاينا. وبالمثل، فإن عملة الهريفنا الأوكرانية (القديمة) من فئة 500 تصور العين أيضًا.
وجرى تضمين العين في المنشور الأصلي لإعلان فرنسا لحقوق الإنسان والمواطن، والذي يقتبس أيضًا أيقونات من الوصايا العشر. وبالمثل، يظهر الرمز في الصفحة الأولى من دستور صربيا من عام 1835.

## البناؤون الأحرار
اليوم، غالبًا ما ترتبط عين العناية الإلهية بالماسونية، إذ ظهرت لأول مرة كجزء من أيقونية الماسونية المعيارية في عام 1797 مع نشر توماس سميث ويب كتاب مراقب الماسونيين.
في هذا الاستخدام، تمثل العين عين الله التي تعرف كل شيء، وهي بمثابة تذكير بأن أفكار وأفعال البشرية مراقبة دائمًا من قبل الله - الذي يشار إليه في الماسونية على أنه مهندس الكون الأعظم. عادةً ما يكون للعين الماسونية للعناية الإلهية هالة نصف دائرية تحته، وأحيانًا تكون محاطًة بمثلث.
شاع بين منظري المؤامرة الادعاء بأن عين العناية الإلهية التي تظهر فوق هرم غير مكتمل على الختم الأعظم للولايات المتحدة تشير إلى تأثير الماسونية في تأسيس الولايات المتحدة. ومع ذلك، فإن الاستخدام الماسوني الشائع للعين يعود إلى 14 عامًا بعد إنشاء الختم العظيم. علاوة على ذلك، كان الماسوني الوحيد من بين أعضاء لجان التصميم المختلفة للختم العظيم هو بنجامين فرانكلين، الذي لم يجري تبني أفكاره حول الختم. وبالمثل، أنكرت العديد من المنظمات الماسونية صراحة أي صلة بتصميم الختم.

## استخدامها في الدين

### المسيحية
وجد ارتباط للعين بمفهوم العناية الإلهية في المسيحية. في الأيقونات الأوروبية المتأخرة من عصر النهضة، كانت العين المحاطة بمثلث صورة واضحة للثالوث المسيحي. وجرى رسم عين العناية الإلهية فيما بعد على صورة لثلاثة وجوه في لوحة بونتورمو عام 1525 عشاء عمواس. وتظهر صور العين في القرن السابع عشر أحيانًا أنها محاطة بالغيوم أو بشعاع الشمس. وما تزال عين الله في المثلث مستخدمة في عمارة الكنيسة والفن المسيحي لترمز إلى الثالوث ووجود الله في كل مكان والعناية الإلهية.
تظهر عين العناية الإلهية بشكل خاص في المباني الأرثوذكسية الشرقية والمورمونية والكاثوليكية، وغيرها:
- كاتدرائية كازان، سانت بطرسبرغ، روسيا.
- معبد سولت ليك، مدينة سولت ليك، يوتا.
- الكنيسة اليسوعية، مانهايم، ألمانيا.

## استخدامات متنوعة
عادةً في سياق الإشارة إلى المتنورين، تحتوي العديد من ألعاب الفيديو والبرامج التلفزيونية والأفلام والكتب والمواقع الإلكترونية على صور للعين.

### شارات الجامعات / الكليات وشعارات المنظمات
تستخدم العديد من أخويات الجامعات والكليات «عين العناية الإلهية» في شعارات النبالة أو الأختام أو الشارات، ولا سيما:
- دلتا تاو دلتا، ومقرها في بيثاني، فيرجينيا الغربية.
- فاي كابا بسي، ومقرها في كانونسبرغ، بنسلفانيا.
- فاي دلتا ثيتا، ومقرها أكسفورد، أوهايو.
- دلتا كابا إبسيلون، ومقرها نيو هيفن، كونيتيكت.
- جامعة تشيلي، سانتياغو، تشيلي.
- جامعة ميسيسيبي، أكسفورد، ميسيسيبي.